# Nueva Alianza Flamenca
Nieuw-Vlaamse Alliantie (en español: Alianza Neo-Flamenca, N-VA) es un partido político flamenco conservador y de derecha fundado en otoño de 2001, que enfatiza su carácter no revolucionario, en oposición al carácter de ultraderechista del Vlaams Belang. Forma parte del movimiento flamenco, que promueve el independentismo y apuesta por la separación de Flandes de Bélgica.
A este partido también se le conoce por promover leyes que obligan a los residentes que no hablan neerlandés a utilizar únicamente esta lengua, oficial y mayoritaria en Bélgica, en las relaciones con las administraciones públicas; por condicionar el acceso a viviendas públicas al conocimiento de tal lengua y por promover su uso en Flandes como lengua de integración de inmigrantes. Actualmente forma parte del gobierno de Flandes, en coalición con el Christen-Democratisch en Vlaams (en neerlandés, Partido Democristiano y Flamenco, CD&V) y el Socialistische Partij Anders (en neerlandés, Partido Socialista-Diferente, SP.A).
N-VA formó coalición con CD&V en las elecciones generales belgas de 2007, logrando cinco escaños en la Cámara de Representantes y dos en el Senado. En 2008 se rompe la coalición, acudiendo en solitario a las elecciones regionales flamencas de 2009, donde consigue 16 escaños, y a las elecciones al Parlamento Europeo, donde consigue un escaño. También mantiene sus dos representantes en el Gobierno belga.
Tras una nueva crisis de gobierno en abril de 2010, la celebración de elecciones generales el 13 de junio de 2010 dio a N-VA como el partido más votado en la Región Flamenca, convirtiéndose también en el partido más votado de toda Bélgica, y siendo la primera vez que un partido no tradicional conseguía dominar en las elecciones generales belgas. El principal objetivo de este partido es conseguir un escenario de independencia política de la región de Flandes.
Su líder Bart De Wever se define como conservador, nacionalista y republicano. En el Parlamento Europeo forma parte de la Alianza Libre Europea y es próximo al grupo Conservadores y Reformistas Europeos.

## Volksunie
En 2001, Volksunie (en español Unión del Pueblo, VU) se dividió en dos partidos: Spirit y N-VA, como consecuencia de disputas internas entre las bases del partido, de ideología de derechas, con la dirección del mismo, de tendencia izquierdista. El presidente del partido, Geert Bourgeois, ganó las elecciones internas con un 47% de los votos; mientras que el sector socio-liberal de Bert Anciaux obtuvo el 22% de los votos. El 31% restante votó en contra de una separación. Al no obtener más del 50% de los apoyos, ningún grupo pudo usar el nombre del extinto partido.
N-VA formó coalición con CD&V para las elecciones generales de 2004 y 2007, rompiéndose esta brevemente cuando Jean-Marie Dedecker entró a formar parte de la ejecutiva del N-VA. Sin embargo, el congreso del partido no colocó a Dedecker en las listas electorales, apostando por continuar la coalición con CD&V. Dedecker vio en esta acción un voto de desconfianza y por ello dejó el partido para formar el suyo propio, la Lista Dedecker (en neerlandés, Lijst Dedecker, LD). La coalición se rompió finalmente el 24 de septiembre de 2008.

## Fundación e ideología

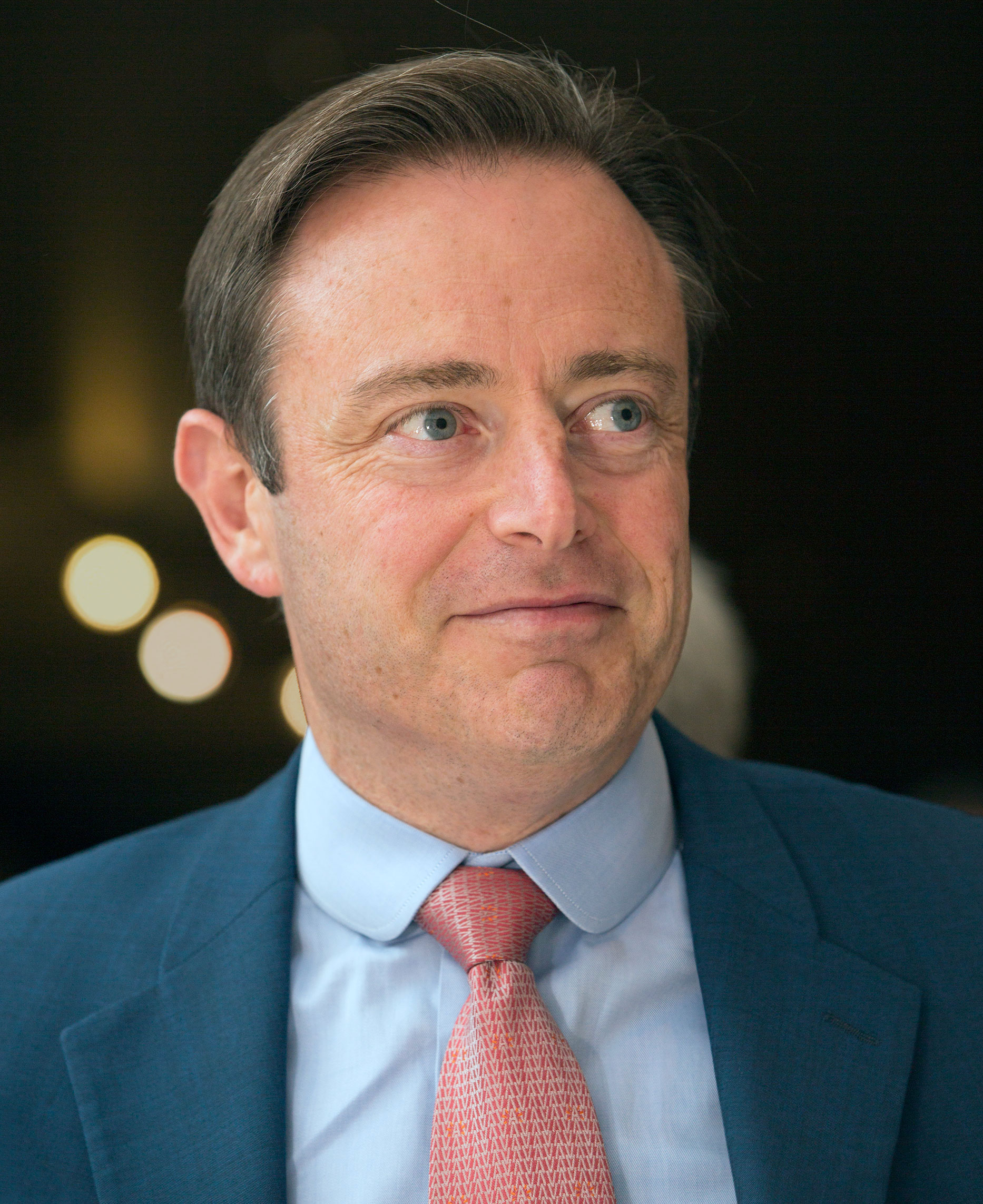
Bart De Wever en 2014

N-VA es un partido político relativamente joven, fundado en otoño de 2001. Como continuador del VU, se basa en una ideología política ya establecida por su predecesor, redefiniendo y adaptando el nacionalismo flamenco a los tiempos actuales.
A nivel político, N-VA trabaja por una república flamenca integrada en una Unión Europea organizada como una confederación. El partido piensa que los retos del siglo XXI pueden afrontarse mediante comunidades fuertes, por un lado, y mediante una cooperación internacional bien desarrollada, por otro lado. Esto se refleja en su lema principal: Necesario en Flandes, útil en Europa (en neerlandés: Nodig in Vlaanderen, nuttig in Europa).
Sus miembros proceden de un amplio espectro ideológico. De acuerdo con su programa electoral de 2009, el partido se define como liberal en lo económico y verde en lo ecológico. Pese a que muchas de sus políticas se encuadrarían en el liberalismo conservador o conservadurismo, también apoya otras que son tradicionalmente consideradas de izquierda: el transporte público, el uso de software libre en la administración pública, el matrimonio igualitario, las energías renovables o establecer una tasa para los vehículos por el número de kilómetros recorridos que reemplace al impuesto de matriculación. Esto les hace presentarse como una alternativa al partido nacionalista flamenco de extrema derecha, Vlaams Belang (en neerlandés, Interés Flamenco).
En el Parlamento Europeo es miembro de la Alianza Libre Europea, que acoge en su seno partidos minortiarios y regionales. Pese a esto, tiene estrechas relaciones con el Partido Conservador británico, hasta el punto de que el líder de tal formación, David Cameron abrió las puertas a una posible integración de N-VA en el grupo de los Conservadores y Reformistas Europeos en el Parlamento Europeo, en una reunión mantenida con su líder Bart De Wever.

## Resultados electorales
En las elecciones generales de 2003, N-VA consiguió el 3.1% de los votos, pero solo un escaño en el parlamento belga. En febrero de 2004 formaron una alianza con CD&V, con la que ganaron las elecciones al parlamento flamenco, obteniendo N-VA un total de 6 escaños. Sin embargo, el 21 de septiembre de 2008, N-VA rompió con el Gobierno belga, con la consiguiente dimisión de su ministro Geert Bourgeois al día siguiente. En una rueda de prensa ese mismo día, el exministro nacionalista flamenco anunció la ruptura de la coalición.

### Elecciones generales de 2007
En las elecciones generales del 10 de junio de 2007, la coalición flamenca logró 30 de los 150 escaños de la Cámara de Representantes belga, y 9 de los 40 escaños del Senado.

### Elecciones regionales de 2009
En las elecciones regionales del 11 de junio de 2009, N-VA, rota ya la coalición con CD&V, consiguió un inesperado 13% y se convirtió en el ganador de las elecciones junto con su antiguo compañero de coalición. Por consiguiente, N-VA formó gobierno, con Bart De Wever como presidente y Geert Bourgeois y Philippe Muyters como ministros del Gobierno flamenco, y Jan Peumans como presidente del Parlamento flamenco.

### Elecciones generales de 2010
En las elecciones generales de Bélgica de 2010 obtuvo 1.135.617 votos, siendo el partido más votado en todo el país, incrementando su porcentaje respecto a las elecciones de 2007 en un 17.40% y 27 escaños en la Cámara de Representantes y 1.268.894 votos en las elecciones al Senado, un 19.61% más que en 2007 y 9 escaños.

## Miembros parlamentarios 2017
- Theo Francken, (secretario de Estado)
- Zual Demir, (secretario de Estado)
- Steven Vandeput (Minister)
- Geert Bourgeois (Minister)
- Jan Jambon (Minister)
- Liebeth Homans (Minister)
- Johan van Overtvelt (Minister)
- Philippe Muyters  (Minister)
- Ben Weyts (Minister)
- Jan Peumans (Presidente Parlement)
- Siegfried Bracke (Presidente Parlement)
- Johan Van den Driessche
- Matthias Diependaele
- Mark Demesmaeker (parlement Europa)

## Resultados electorales

### Elecciones federales
| Año   | Votos          | %     | Resultado | +/- | Gobierno              |
| ----- | -------------- | ----- | --------- | --- | --------------------- |
| 2003  | 201.399 (#8)   | 3,06  | 1/150     |     | Oposición             |
| 2007a | 1.224.801 (#1) | 18,51 | 5/150     | 4   | Oposición             |
| 2010  | 1.135.617 (#1) | 17,40 | 27/150    | 22  | Oposición             |
| 2014  | 1.366.414 (#1) | 20,26 | 33/150    | 6   | Coalición (2014-2018) |
| 2014  | 1.366.414 (#1) | 20,26 | 33/150    | 6   | Oposición (2018-2019) |
| 2019  | 1.086.787 (#1) | 16,03 | 25/150    | 8   | Oposición             |
| 2024  | 1.167.061 (#1) | 16,71 | 24/150    | 1   | Coalición             |

aLos votos corresponden a los obtenidos dentro de la coalición con CD&V.

### Elecciones al Parlamento Flamenco
| Año   | Votos          | %     | Resultado | +/- | Gobierno  |
| ----- | -------------- | ----- | --------- | --- | --------- |
| 2004b | 1.060.580 (#1) | 26,09 | 6/124     |     | Coalición |
| 2009  | 537.040 (#5)   | 13,06 | 16/124    | 10  | Coalición |
| 2014  | 1.339.946 (#1) | 31,88 | 43/124    | 27  | Coalición |
| 2019  | 1.052.252 (#1) | 24,83 | 35/124    | 8   | Coalición |
| 2024  | 1.045.607 (#1) | 23,90 | 31/124    | 4   | Coalición |

bLos votos corresponden a los obtenidos por la coalición con CD&V

### Elecciones al Parlamento de Bruselas-Capital
| Año   | Votos       | %    | Resultado | +/-         | Gobierno           |
| ----- | ----------- | ---- | --------- | ----------- | ------------------ |
| 2004b | 10.482 (#9) | 2,31 | 0/89      |             | Extraparlamentario |
| 2009  | 2.586 (#11) | 0,53 | 1/89      | 1           | Oposición          |
| 2014  | 9.085 (#11) | 1,85 | 3/89      | 2           | Oposición          |
| 2019  | 12.578 (#8) | 2,74 | 3/89      | Sin cambios | Oposición          |
| 2024  | 9.571 (#9)  | 2,03 | 2/89      | 1           |                    |

bLos votos corresponden a los obtenidos por la coalición con CD&V